# 吉州区工业园
吉州区工业园，是中华人民共和国江西省吉安市吉州区的一个经济开发区，是井冈山经济技术开发区的“一区四园”之一。2018年2月，挂牌井冈山经济技术开发区吉州产业园，实行双重领导管理体制。所在区域以吉州区工业园小区之名列为吉州区下辖的一个类似乡级单位。

## 行政区划
下辖以下地区：
虚拟社区。